# 대한민국 민법
민법(民法)은 대한민국의 법률 제471호(1958년 2월 22일)로 공포되고 1960년 1월 1일부터 시행된 민법전이다.
현행 대한민국 민법전은 총칙, 물권, 채권, 친족, 상속 및 부칙의 순으로 구성되어 있다. 이는 독일 민법전(BGB)의 편별식에 따른 것으로서, 민법전을 사람·물건·소권으로 나누는 로마법적 편별식과 구별된다. 대한민국 민법전은 재산법(물권, 채권)과 가족법(친족, 상속)으로 크게 구분되며, 민법총칙은 이 양 분야에 적용되는 통칙적 성질을 가지고 있으나 가족법에의 적용에 있어서는 많은 제한이 있다.

## 역사
한국에 근대적 의미의 민법이 적용된 것은 일제강점기 직전의 조선통감부에 의한 것이었다. 일본은 조선통감부 제령 제7호 조선민사령을 통하여 기본적으로 일본민법을 의용하였지만(조선민사령 제1조), 조선인 상호간의 법률행위에 대해서는 법령 중 공공의 질서에 관한 것이 아닌 규정과 다른 관습이 있는 경우에는 그 관습에 의하고(조선민사령 제10조), 조선인의 친족 및 상속에 관해서는 원칙적으로 조선의 관습에 따르도록 하였다.(조선민사령 제11조 참조).
현행 민법전은 1948년 7월 17일 헌법이 제정·공포되고 정부가 수립되자 곧 법전편찬위원회를 구성하고 이 사업에 착수하여 우선 〈민법적 편찬요강〉과 〈민법 친족·상속편 편찬요강〉을 기초로 한다. 민법전은 1954년 10월 26일 국회에 제출되었으나 처리를 보지 못하였으며 많은 수정을 거쳐 3년 후인 1957년 12월 17일에 이르러서야 국회의 승인을 얻어 1958년 2월 22일에 공포되었고, 1960년 1월 1일부터 시행하게 되었으며 그 후로 오늘에 이르기까지 여러 차례 부분 개정을 하였다.
그 내용을 살펴보면 구민법 즉 일본 민법을 기초로 하였음은 숨길 수 없는 사실이다. 친족·상속법과 물권법의 일부를 제외하고는 일본의 민법학에 의하여 밝혀진 구민법의 결함 내지 단점을 그들의 이론에 비교적 충실하게 개정한 것이라고 할 수 있다. 신민법(民法典)은 프랑스민법에서 유래한 구민법의 제도를 많이 없애고 그에 갈음하여 독일민법 등에서 많은 제도와 규정을 따오고 있다. 그 결과 현행 민법은 구민법보다도 훨씬 독일민법에 접근하고 있다고 할 수 있을 것이다. 이것은 아마도 독일법학을 수입하였고 또한 그것에 의하여 지배되어 온 일본법학의 영향의 결과라고 분석된다.

## 제1편
대한민국 민법 제1편은 대한민국 민법의 총칙에 관한 내용으로, 통칙·인·법인·물건·법률행위·기간·소멸시효에 관한 법조문을 다룬다.

## 제2편
대한민국 민법 제2편은 대한민국 민법의 물권에 관한 내용으로, 총칙·점유권·소유권·지상권·지역권·전세권·유치권·질권·저당권에 관한 법조문을 다룬다.

## 제3편
대한민국 민법 제3편은 대한민국 민법의 채권에 관한 내용으로, 총칙·계약·사무관리·부당이득·불법행위에 관한 법조문을 다룬다.

## 제4편
대한민국 민법 제4편은 대한민국 민법의 친족에 관한 내용으로, 총칙·가족의 범위와 자의 성과 본·혼인·이혼·부모와 자·후견·부양에 관한 법조문을 다룬다.